# Toxorhina melanomera
Toxorhina melanomera är en tvåvingeart som beskrevs av Alexander 1962. Toxorhina melanomera ingår i släktet Toxorhina och familjen småharkrankar. Inga underarter finns listade i Catalogue of Life.